# Georgeta Gazibara
Georgeta Gazibara-Ottrok (născută Gazibara; n. 30 ianuarie 1954, Timișoara, România – d. 2006) a fost o atletă română, specializată în alergare de fond.

## Carieră
Sportiva a fost legitimată la C.A.S.U. Timișoara și pregătită de Emil Grozescu. În anul 1978 a câștigat medalia de argint la Campionatul Balcanic de Cros de la Istanbul în urma Fiței Lovin și în fața Maricicăi Puică. În clasamentul pe echipe româncele au câștigat medalia de aur.
Tot în 1998, ea s-a clasat pe locul 8 la Campionatul Mondial de Cros de la Glasgow. Totodată a devenit campioană mondială cu echipa României (Natalia Mărășescu, Maricica Puică, Georgeta Gazibara, Antoaneta Iacob, Fița Lovin). În același an, Georgeta Gazibara a obținut medalia de bronz la Jocurile Balcanice, la Salonic, în proba de 3000 de metri, și la meciul cu Republica Federală Germania din Augsburg a obținut locul 2, tot la 3000 de metri.
În anul 2004 Georgeta Gazibara a primit Medalia Meritul Sportiv clasa I.
O sală de sport în Jimbolia a fost numită în cinstea ei. Orașul Jimbolia organizează anual crosul „Georgeta Gazibara-Ottrok” pentru a o comemora pe fosta campioană mondială de atletism și profesoară de sport.

## Palmares
| An   | Competiție                   | Locație               | Loc | Eveniment | Note    |
| ---- | ---------------------------- | --------------------- | --- | --------- | ------- |
| 1978 | Campionatul Balcanic de Cros | Istanbul, Turcia      | 2   | 4 km      | 13:02   |
| 1978 | Campionatul Balcanic de Cros | Istanbul, Turcia      | 1   | echipe    | 13:02   |
| 1978 | Campionatul Mondial de Cros  | Glasgow, Regatul Unit | 8   | 4,728 km  | 17:18   |
| 1978 | Campionatul Mondial de Cros  | Glasgow, Regatul Unit | 1   | echipe    | 17:18   |
| 1978 | Jocurile Balcanice           | Salonic, Grecia       | 3   | 3000 m    | 9:01,81 |